# Taylor Township (comté de Sullivan, Missouri)
Taylor Township est un township, situé dans le comté de Sullivan, dans le Missouri, aux États-Unis,.